# Волчек Наталія Мечиславівна
Наталія Мечиславівна Волчек (нар. 6 січня 1972; Мінськ, Білоруська РСР) — білоруська веслувальниця, бронзова призерка Олімпійських ігор 1996 року. Заслужений майстер спорту Республіки Білорусь з академічного веслування.

## Біографія
Наталія Волчек народилася 6 січня 1972 року в місті Мінськ. Навчалася в середній загальноосвітній школі № 91. Академічним веслуванням почала займатися з вісімнадцяти років. Підготовку проходила в мінському фізкультурно-спортивному товаристві «Динамо».
Зуміла пробитися в національну збірну Білорусі. Взяла участь у чемпіонаті світу 1993 року, де посіла п'яте місце в розпашних вісімках, а також сьоме місце в безрульових четвірках. Протягом наступних двох чемпіонатів світу двічі займала п'яте місце в розпашних вісімках. Вдалі виступи спортсменки дали їй можливість представити Білорусь на Олімпійських іграх 1996 року, що проходили в Атланті. Волчек виступала у складі розпашного екіпажу-вісімки. Окрім неї, учасниками екіпажу були: Тамара Давиденко, Марина Знак, Олена Микулич, Наталія Стасюк, Валентина Скрабатун, Наталія Лавриненко, Олександра Панкіна та рульова Ярослава Павлович. У фіналі цей екіпаж поступився збірним Румунії та Канади, ставши бронзовими призерами. За це досягнення спортсменка була нагородженна званням Заслуженого майстра спорту Республіки Білорусь.
Протягом наступних років змагалася переважно в перегонах парних четвірок, однак добитися вагомих результатів спортсменці більше не вдалося. У 1997 році закінчила Білоруський державний університет фізичної культури, де навчалася на спортивно-педагогічному факультеті масових видів спорту. Після завершення спортивної кар'єри почала займатися тренерською роботою, в тому числі була старшим тренером національної збірної Білорусі.

## Виступи на Олімпіадах
| Олімпіада    | Дисципліна | Місце |
| ------------ | ---------- | ----- |
| Атланта 1996 | вісімки    | 3     |